# 佐野忠義
佐野 忠義（さの ただよし、1889年（明治22年）3月7日 - 1945年（昭和20年）7月3日）は、日本の陸軍軍人。最終階級は陸軍中将。

## 経歴
静岡県出身。佐野熊平の二男として生まれる。1911年（明治44年）5月、陸軍士官学校（23期）を卒業し、同年12月、陸軍砲兵少尉任官し野砲兵第16連隊付となる。1914年（大正3年）11月、 陸軍砲工学校高等科を卒業し、1922年11月、陸軍大学校（34期）を卒業。
陸士教官、イギリス出張、陸大教官、野砲兵第4連隊付、第5師団参謀、野砲兵第24連隊長、第12師団司令部付、野砲兵第20連隊長などを経て、日中戦争に第14師団参謀長として出動。1938年（昭和13年）7月、陸軍少将に進級。野戦重砲兵第4旅団長、陸軍野戦砲兵学校長を経て、1941年（昭和16年）3月、陸軍中将となった。
太平洋戦争には、第38師団長として出征し、ジャワ島攻略に従事。その後は同師団長としてガダルカナル島の戦いに従事した。その後防衛総参謀長、参謀本部付を経て、第34軍司令官として漢口に赴任。のち支那派遣軍総司令部付となった。1945年7月、仙台で戦病死した。